# 西戎校尉
西戎校尉，中国南北朝时在西域设西戎校尉府，疏勒、龟兹（尉头属龟兹）、乌孙（捐毒属乌孙），皆受辖于该校尉。
三国曹魏置西戎校尉，亦称“护西戎校尉”，为五品。
西晋初年，治长治，掌雍州少数民族事务。领兵征伐，多以征西将军、镇西将军等将军领西戎校尉，多兼任雍州刺史。四品。
东晋后改治汉中，多兼任梁州刺史。
南朝宋西戎校尉为四品。南朝梁西戎校尉置于北凉州、南秦州，立西戎校尉府，有属官长史、司马、主簿、牙门等。南朝陈拟六品，比秩千石。
北魏在敦煌、仇池等镇设置。魏孝文帝太和十七年（493年）定为三品下，太和二十三年（499年）改为从三品。